# Россия на зимних Олимпийских играх 1994
Зимние Олимпийские игры 1994 года в норвежском Лиллехаммере стали первыми, в которых Россия принимала участие как независимая страна. Сборная России были представлена 113 спортсменами (75 мужчинами и 38 женщинами).
В неофициальном общекомандном зачёте Россия заняла первое место. Первым в истории независимой России олимпийским чемпионом стал конькобежец Александр Голубев, победивший на дистанции 500 метров. Лыжницы выиграли 3 золотые медали. Два золота выиграла Любовь Егорова, ещё одно принесли лыжницы в эстафете. Егорова стала в Лиллехаммере 6-кратной олимпийской чемпионкой, сравнявшись с конькобежкой Лидией Скобликовой. Нина Гаврылюк, Лариса Лазутина и Елена Вяльбе стали двукратными олимпийскими чемпионками. Игры в Лиллехаммере являются лучшими в истории для российских биатлонистов, выигравших три золота. Победы одержали Сергей Тарасов и Сергей Чепиков, ставший двукратным олимпийским чемпионом. Помимо этого золото принесли биатлонистки в эстафете. Анфиса Резцова стала трёхкратной олимпийской чемпионкой. 3 золота взяли и фигуристы. Екатерина Гордеева и Сергей Гриньков стали двукратными олимпийскими чемпионами. 2 золота было выиграно в конькобежном спорте. Победа Александра Голубева является на данный момент последним золотом в мужских коньках на Олимпиадах для России. 2 медали (серебро у мужчин и бронза у женщин) выиграли во фристайле. Вторую медаль в истории удалось завоевать в горных лыжах. Светлана Гладышева стала серебряным призёром в супергиганте. Впервые в истории без медалей остались хоккеисты.

## Медалисты
| Медаль  | Спортсмен                                                      | Вид спорта         | Дисциплина                          | Дата       |
| ------- | -------------------------------------------------------------- | ------------------ | ----------------------------------- | ---------- |
| Золото  | Александр Голубев                                              | Конькобежный спорт | мужчины, 500 метров                 | 14 февраля |
| Золото  | Любовь Егорова                                                 | Лыжные гонки       | женщины, 5 км                       | 15 февраля |
| Золото  | Екатерина Гордеева Сергей Гриньков                             | Фигурное катание   | спортивные пары                     | 15 февраля |
| Золото  | Любовь Егорова                                                 | Лыжные гонки       | женщины, 10 км, гонка преследования | 17 февраля |
| Золото  | Светлана Бажанова                                              | Конькобежный спорт | женщины, 3000 метров                | 17 февраля |
| Золото  | Алексей Урманов                                                | Фигурное катание   | мужчины, одиночное катание          | 19 февраля |
| Золото  | Сергей Тарасов                                                 | Биатлон            | мужчины, индивидуальная гонка       | 20 февраля |
| Золото  | Елена Вяльбе Нина Гаврылюк Лариса Лазутина Любовь Егорова      | Лыжные гонки       | женщины, эстафета 4×5 км            | 21 февраля |
| Золото  | Оксана Грищук Евгений Платов                                   | Фигурное катание   | танцы на льду                       | 21 февраля |
| Золото  | Сергей Чепиков                                                 | Биатлон            | мужчины, спринт                     | 23 февраля |
| Золото  | Надежда Таланова Наталья Снытина Луиза Носкова Анфиса Резцова  | Биатлон            | женщины, эстафета 4×7,5км           | 25 февраля |
| Серебро | Любовь Егорова                                                 | Лыжные гонки       | женщины, 15 км                      | 13 февраля |
| Серебро | Сергей Клевченя                                                | Конькобежный спорт | мужчины, 500 метров                 | 14 февраля |
| Серебро | Артур Дмитриев Наталья Мишкутёнок                              | Фигурное катание   | спортивные пары                     | 15 февраля |
| Серебро | Светлана Гладышева                                             | Горнолыжный спорт  | женщины, супергигант                | 15 февраля |
| Серебро | Сергей Шуплецов                                                | Фристайл           | мужчины, могул                      | 16 февраля |
| Серебро | Майя Усова Александр Жулин                                     | Фигурное катание   | танцы на льду                       | 21 февраля |
| Серебро | Светлана Федоткина                                             | Конькобежный спорт | женщины, 1500 метров                | 21 февраля |
| Серебро | Валерий Кириенко Владимир Драчёв Сергей Тарасов Сергей Чепиков | Биатлон            | мужчины, эстафета 4×7,5км           | 26 февраля |
| Бронза  | Нина Гаврылюк                                                  | Лыжные гонки       | женщины, 15 км                      | 13 февраля |
| Бронза  | Елизавета Кожевникова                                          | Фристайл           | женщины, могул                      | 16 февраля |
| Бронза  | Сергей Клевченя                                                | Конькобежный спорт | мужчины, 1000 метров                | 18 февраля |
| Бронза  | Сергей Тарасов                                                 | Биатлон            | мужчины, спринт                     | 23 февраля |

## Медали по видам спорта
| Спорт              | Золото | Серебро | Бронза | Всего |
| ------------------ | ------ | ------- | ------ | ----- |
| Фигурное катание   | 3      | 2       | 0      | 5     |
| Биатлон            | 3      | 1       | 1      | 5     |
| Лыжные гонки       | 3      | 1       | 1      | 5     |
| Конькобежный спорт | 2      | 2       | 1      | 5     |
| Фристайл           | 0      | 1       | 1      | 2     |
| Горнолыжный спорт  | 0      | 1       | 0      | 1     |

## Медали по полу
| Пол     | 1  | 2 | 3 | Всего |
| Мужчины | 5  | 4 | 2 | 11    |
| Женщины | 6  | 4 | 2 | 12    |
| Всего   | 11 | 8 | 4 | 23    |

## Медали по дням
| Медали по дням | Медали по дням | Медали по дням | Медали по дням | Медали по дням | Медали по дням | Медали по дням |
| -------------- | -------------- | -------------- | -------------- | -------------- | -------------- | -------------- |
| День           | Дата           | 1              | 2              | 3              | Итого          |                |
| День 0         | 12 февраля     | —              | —              | —              | —              |                |
| День 1         | 13 февраля     | 0              | 1              | 1              | 2              |                |
| День 2         | 14 февраля     | 1              | 1              | 0              | 2              |                |
| День 3         | 15 февраля     | 2              | 2              | 0              | 4              |                |
| День 4         | 16 февраля     | 0              | 1              | 1              | 2              |                |
| День 5         | 17 февраля     | 2              | 0              | 0              | 2              |                |
| День 6         | 18 февраля     | 0              | 0              | 1              | 1              |                |
| День 7         | 19 февраля     | 1              | 0              | 0              | 1              |                |
| День 8         | 20 февраля     | 1              | 0              | 0              | 1              |                |
| День 9         | 21 февраля     | 2              | 2              | 0              | 4              |                |
| День 10        | 22 февраля     | 0              | 0              | 0              | 0              |                |
| День 11        | 23 февраля     | 1              | 0              | 1              | 2              |                |
| День 12        | 24 февраля     | 0              | 0              | 0              | 0              |                |
| День 13        | 25 февраля     | 1              | 0              | 0              | 1              |                |
| День 14        | 26 февраля     | 0              | 1              | 0              | 1              |                |
| День 15        | 27 февраля     | 0              | 0              | 0              | 0              |                |
| Всего          | Всего          | 11             | 8              | 4              | 23             |                |

## Многократные призёры
| Имя             | Вид спорта         |   |   |   | Итого |
| --------------- | ------------------ | - | - | - | ----- |
| Любовь Егорова  | Лыжные гонки       | 3 | 1 | 0 | 4     |
| Сергей Тарасов  | Биатлон            | 1 | 1 | 1 | 3     |
| Сергей Чепиков  | Биатлон            | 1 | 1 | 0 | 2     |
| Нина Гаврылюк   | Лыжные гонки       | 1 | 0 | 1 | 2     |
| Сергей Клевченя | Конькобежный спорт | 0 | 1 | 1 | 2     |

## Состав и результаты олимпийской сборной России

### Фигурное катание
| Соревнование              | Спортсмен                          | Обязательный танец 1 | Обязательный танец 1 | Обязательный танец 2 | Обязательный танец 2 | Короткая программа/ оригинальный танец | Короткая программа/ оригинальный танец | Произвольная программа/ произвольный танец | Произвольная программа/ произвольный танец | Всего     | Всего |
| Соревнование              | Спортсмен                          | Результат            | Место                | Результат            | Место                | Результат                              | Место                                  | Результат                                  | Место                                      | Результат | Место |
| ------------------------- | ---------------------------------- | -------------------- | -------------------- | -------------------- | -------------------- | -------------------------------------- | -------------------------------------- | ------------------------------------------ | ------------------------------------------ | --------- | ----- |
| Мужское одиночное катание | Игорь Пашкевич                     |                      |                      |                      |                      | 7,0                                    | 14                                     | 15,0                                       | 15                                         | 22,0      | 15    |
| Мужское одиночное катание | Олег Татауров                      |                      |                      |                      |                      | 2,5                                    | 5                                      | 13,0                                       | 13                                         | 15,5      | 11    |
| Мужское одиночное катание | Алексей Урманов                    |                      |                      |                      |                      | 0,5                                    | 1                                      | 1,0                                        | 1                                          | 1,5       | 1     |
| Спортивные пары           | Евгения Шишкова Вадим Наумов       |                      |                      |                      |                      | 2,0                                    | 4                                      | 4,0                                        | 4                                          | 6,0       | 4     |
| Спортивные пары           | Наталья Мишкутенок Артур Дмитриев  |                      |                      |                      |                      | 1,0                                    | 2                                      | 2,0                                        | 2                                          | 3,0       | 2     |
| Спортивные пары           | Екатерина Гордеева Сергей Гриньков |                      |                      |                      |                      | 0,5                                    | 1                                      | 1,0                                        | 1                                          | 1,5       | 1     |
| Танцы на льду             | Анжелика Крылова Владимир Фёдоров  | 1,2                  | 6                    | 1,2                  | 6                    | 3,6                                    | 6                                      | 6,0                                        | 6                                          | 12,0      | 6     |
| Танцы на льду             | Майя Усова Александр Жулин         | 0,2                  | 1                    | 0,4                  | 2                    | 1,2                                    | 2                                      | 2,0                                        | 2                                          | 3,8       | 2     |
| Танцы на льду             | Евгений Платов Оксана Грищук       | 0,4                  | 2                    | 0,2                  | 1                    | 1,8                                    | 3                                      | 1,0                                        | 1                                          | 3,4       | 1     |

### Хоккей
Спортсменов — 23
Мужчины
Состав команды
| №              | Имя                    | Клуб               | Дата рождения    | Возраст | Игр     | Шайб    | Передач |
| Вратари        | Вратари                | Вратари            | Вратари          | Вратари | Вратари | Вратари | Вратари |
| -------------- | ---------------------- | ------------------ | ---------------- | ------- | ------- | ------- | ------- |
|                | Андрей Зуев            | Трактор            | 18 мая 1964      | 29      | 5       | -14     |         |
|                | Валерий Иванников      | СКА                | 28 января 1967   | 28      | 1       | -4      |         |
|                | Сергей Абрамов         | Итиль              | 15 сентября 1959 | 34      | 3       | -5      |         |
| Защитники      |                        |                    |                  |         |         |         |         |
|                | Олег Давыдов           | Трактор            | 16 марта 1971    | 22      | 8       | 1       | 0       |
|                | Сергей Тертышный       | Трактор            | 3 июня 1970      | 23      | 8       | 0       | 0       |
|                | Сергей Сорокин         | Динамо Москва      | 2 октября 1969   | 24      | 8       | 1       | 2       |
|                | Александр Смирнов      | ТПС                | 17 августа 1964  | 29      | 8       | 1       | 0       |
|                | Игорь Иванов           | Крылья Советов     | 26 октября 1970  | 23      | 8       | 0       | 0       |
|                | Сергей Шенделёв        | Хедос Мюнхен       | 19 января 1964   | 30      | 8       | 0       | 0       |
|                | Олег Шаргородский      | Динамо Москва      | 18 ноября 1969   | 24      | 8       | 0       | 0       |
|                | Владимир Тарасов       | Лада               | 21 марта 1968    | 25      | 8       | 0       | 0       |
| Нападающие     |                        |                    |                  |         |         |         |         |
|                | Алексей Кудашов        | Торонто Мейпл Лифс | 21 июля 1971     | 22      | 8       | 1       | 2       |
|                | Георгий Евтюхин        | Спартак Москва     | 9 мая 1970       | 23      | 8       | 0       | 2       |
|                | Сергей Березин         | Химик              | 5 ноября 1971    | 22      | 8       | 3       | 2       |
|                | Валерий Карпов         | Трактор            | 5 августа 1971   | 22      | 8       | 3       | 1       |
|                | Игорь Варицкий         | Трактор            | 25 апреля 1971   | 22      | 8       | 1       | 1       |
|                | Александр Виноградов   | СКА                | 20 июня 1970     | 23      | 8       | 3       | 2       |
|                | Дмитрий Денисов        | Салават Юлаев      | 5 июля 1970      | 23      | 8       | 3       | 1       |
|                | Павел Торгаев          | ТПС                | 25 января 1966   | 28      | 8       | 2       | 1       |
|                | Андрей Николишин       | Динамо Москва      | 25 марта 1973    | 20      | 8       | 2       | 5       |
|                | Вячеслав Безукладников | Лада               | 7 сентября 1968  | 25      | 8       | 0       | 0       |
|                | Андрей Тарасенко       | Торпедо Ярославль  | 11 сентября 1968 | 25      | 8       | 2       | 0       |
|                | Равиль Гусманов        | Трактор            | 25 июля 1972     | 21      | 8       | 3       | 1       |
| Главный тренер |                        |                    |                  |         |         |         |         |
| Флаг России    | Виктор Тихонов         | Виктор Тихонов     | 4 июня 1930      | 63      |         |         |         |

Результаты
Групповой этап
| М | Команда   | И | В | ВО | ПО | П | Ш     | ±Ш  | О  |
| - | --------- | - | - | -- | -- | - | ----- | --- | -- |
| 1 | Финляндия | 5 | 5 | 0  | 0  | 0 | 25:4  | +21 | 10 |
| 2 | Германия  | 5 | 3 | 0  | 0  | 2 | 11:14 | -3  | 6  |
| 3 | Чехия     | 5 | 3 | 0  | 0  | 2 | 16:11 | +5  | 6  |
| 4 | Россия    | 5 | 3 | 0  | 0  | 2 | 20:14 | +6  | 6  |
| 5 | Австрия   | 5 | 1 | 0  | 0  | 4 | 13:28 | −15 | 2  |
| 6 | Норвегия  | 5 | 0 | 0  | 0  | 5 | 5:19  | −14 | 0  |

| 12 февраля 1994 17:30 (UTC+1) | \| Россия \| 5:1 (2:1, 1:0, 2:0) \| Норвегия \| \| Равиль Гусманов — 00:23 Сергей Березин (Кудашов) — 03:27 Андрей Тарасенко (Торгаев) — 23:47 Валерий Карпов (Евтюхин) — 52:36 Сергей Сорокин — 54:39 \| Голы \| 18:19 — Мариус Рат (Кнутсен, Андерсен) \| | Йёвик Олимписке Фьелльхаль, Лиллехаммер Зрителей: 5000 Судья: Шлапке |
| Россия | 5:1 (2:1, 1:0, 2:0) | Норвегия                                                             |
| Равиль Гусманов — 00:23 Сергей Березин (Кудашов) — 03:27 Андрей Тарасенко (Торгаев) — 23:47 Валерий Карпов (Евтюхин) — 52:36 Сергей Сорокин — 54:39 | Голы | 18:19 — Мариус Рат (Кнутсен, Андерсен)                               |

| 14 февраля 1994 20:00 (UTC+1) | \| Россия \| 0:5 (0:1, 0:4, 0:0) \| Финляндия \| \| \| Голы \| 14:59 — Йере Лехтинен 28:59 — Саку Койву (Пелтонен, Лаукканен) 31:32 — Мика Алатало 39:03 — Янне Оянен (Мякеля) 39:13 — Марко Кипрусофф (Хельминен) \| | Хоконс Холл, Лиллехаммер Зрителей: 8751 Судья: Мюнх                                                                                                 |
| Россия                        | 0:5 (0:1, 0:4, 0:0) | Финляндия |
|                               | Голы | 14:59 — Йере Лехтинен 28:59 — Саку Койву (Пелтонен, Лаукканен) 31:32 — Мика Алатало 39:03 — Янне Оянен (Мякеля) 39:13 — Марко Кипрусофф (Хельминен) |

| 16 февраля 1994 15:30 (UTC+1) | \| Россия \| 9:1 (1:0, 7:1, 1:0) \| Австрия \| \| Сергей Березин — 15:40 Игорь Варицкий — 21:43 Александр Виноградов (Денисов, Николишин) — 23:03 Александр Смирнов (Березин, Гусманов) — 23:53 Олег Давыдов (Варицкий, Карпов) — 26:29 Дмитрий Денисов (Николишин, Виноградов) — 26:46 Александр Виноградов (Николишин) — 35:52 Равиль Гусманов (Березин) — 37:02 Дмитрий Денисов (Николишин, Виноградов) — 52:55 \| Голы \| 39:30 — Джеймс Бёртон (Даллман) \| | Хоконс Холл, Лиллехаммер Зрителей: 6500 Судья: Саварус |
| Россия | 9:1 (1:0, 7:1, 1:0) | Австрия                                                |
| Сергей Березин — 15:40 Игорь Варицкий — 21:43 Александр Виноградов (Денисов, Николишин) — 23:03 Александр Смирнов (Березин, Гусманов) — 23:53 Олег Давыдов (Варицкий, Карпов) — 26:29 Дмитрий Денисов (Николишин, Виноградов) — 26:46 Александр Виноградов (Николишин) — 35:52 Равиль Гусманов (Березин) — 37:02 Дмитрий Денисов (Николишин, Виноградов) — 52:55 | Голы | 39:30 — Джеймс Бёртон (Даллман)                        |

| 18 февраля 1994 15:00 (UTC+1)                                  | \| Россия \| 2:4 (0:2, 1:1, 1:1) \| Германия \| \| Павел Торгаев — 35:09 Алексей Кудашов (Сергей Сорокин) — 41:39 \| Голы \| 07:00 — Бернд Трунтшка 10:12 — Бернд Трунтшка 24:52 — Лео Штефан (Брандль) 35:09 — Вольфганг Куммер \| | Хоконс Холл, Лиллехаммер Зрителей: 8600 Судья: Хансен                                               |
| Россия                                                         | 2:4 (0:2, 1:1, 1:1) | Германия                                                                                            |
| Павел Торгаев — 35:09 Алексей Кудашов (Сергей Сорокин) — 41:39 | Голы | 07:00 — Бернд Трунтшка 10:12 — Бернд Трунтшка 24:52 — Лео Штефан (Брандль) 35:09 — Вольфганг Куммер |

| 20 февраля 1994 15:00 (UTC+1)                                                                  | \| Россия \| 4:3 (2:2, 2:0, 0:1) \| Чехия \| \| Валерий Карпов — 04:42 Дмитрий Денисов — 05:22 Андрей Николишин — 31:12 Валерий Карпов — 39:01 \| Голы \| 15:50 — Петр Грбек 18:13 — Ян Алинч (Каштак) 59:15 — Иржи Выкоукал (Сршен) \| | Хоконс Холл, Лиллехаммер Зрителей: 9140 Судья: Мюнх                        |
| Россия                                                                                         | 4:3 (2:2, 2:0, 0:1) | Чехия                                                                      |
| Валерий Карпов — 04:42 Дмитрий Денисов — 05:22 Андрей Николишин — 31:12 Валерий Карпов — 39:01 | Голы | 15:50 — Петр Грбек 18:13 — Ян Алинч (Каштак) 59:15 — Иржи Выкоукал (Сршен) |

Четвертьфинал
| 23 февраля 1994 21:00 (UTC+1)                                                                     | \| Россия \| 3:2 (1:2, 1:0, 0:0, 1:0) \| Словакия \| \| Павел Торгаев (Евтюхин) — 15:27 Андрей Николишин — 39:25 Александр Виноградов (Николишин) — 68:39 \| Голы \| 10:42 — Петер Штястный (Даньо, Марцинко) 19:41 — Мирослав Шатан (Петровицки) \| | Хоконс Холл, Лиллехаммер Зрителей: 9095 Судья: Хирн                          |
| Россия                                                                                            | 3:2 (1:2, 1:0, 0:0, 1:0) | Словакия                                                                     |
| Павел Торгаев (Евтюхин) — 15:27 Андрей Николишин — 39:25 Александр Виноградов (Николишин) — 68:39 | Голы | 10:42 — Петер Штястный (Даньо, Марцинко) 19:41 — Мирослав Шатан (Петровицки) |

Полуфинал
| 25 февраля 1994 22:00 (UTC+1)                                                               | \| Россия \| 3:4 (1:2, 0:1, 2:1) \| Швеция \| \| Андрей Тарасенко — 18:36 Сергей Березин (Сорокин) — 58:49 Равиль Гусманов (Кудашов) — 58:59 \| Голы \| 03:13 — Магнус Свенссон (Бергквист, Форсберг) 06:54 — Патрик Юлин (Форсберг, Ханссон) 24:43 — Юнас Бергквист (Форсберг, Лооб) 45:11 — Патрик Юлин (Неслунд) \| | Хоконс Холл, Лиллехаммер Зрителей: 8528 Судья: Лепаус |
| Россия                                                                                      | 3:4 (1:2, 0:1, 2:1) | Швеция |
| Андрей Тарасенко — 18:36 Сергей Березин (Сорокин) — 58:49 Равиль Гусманов (Кудашов) — 58:59 | Голы | 03:13 — Магнус Свенссон (Бергквист, Форсберг) 06:54 — Патрик Юлин (Форсберг, Ханссон) 24:43 — Юнас Бергквист (Форсберг, Лооб) 45:11 — Патрик Юлин (Неслунд) |

Матч за 3-е место
| 26 февраля 1994 21:00 (UTC+1) | \| Россия \| 0:4 (0:2, 0:2, 0:0) \| Финляндия \| \| \| Голы \| 17:32 — Микко Пало (Ниеминен) 19:16 — Мика Алатало (Стрёмберг) 30:30 — Вилле Пелтонен (С. Койву) 39:34 — Мика Стрёмберг (Ниеминен) \| | Хоконс Холл, Лиллехаммер Зрителей: 10 000 Судья: Юханссон                                                                          |
| Россия                        | 0:4 (0:2, 0:2, 0:0) | Финляндия |
|                               | Голы | 17:32 — Микко Пало (Ниеминен) 19:16 — Мика Алатало (Стрёмберг) 30:30 — Вилле Пелтонен (С. Койву) 39:34 — Мика Стрёмберг (Ниеминен) |

Итог: 4-е место